# 宗教改革議会 (イングランド)
宗教改革議会（しゅうきょうかいかくぎかい、英： English Reformation Parliament）とは、テューダー朝のイングランド国王ヘンリー8世が召集した議会（1529年11月3日 - 1536年4月14日）。王の離婚問題をきっかけに開かれたこの議会は、文字通り宗教改革に関係する法を次々と可決、ローマ教皇庁（カトリック教会）から離脱したイングランド国教会（プロテスタント）創設に至った。

## 経過

### 開会前の状況
ヘンリー8世は王妃キャサリン・オブ・アラゴンとの間に1516年に生まれたメアリー王女（後のメアリー1世）だけが成長、流産と死産を繰り返し王子出産を期待出来ないキャサリンと離婚（婚姻の無効）、彼女の侍女アン・ブーリンと再婚することを考えた。この方針で1527年から1528年にかけてローマ教皇クレメンス7世と折衝、寵臣の大法官兼枢機卿トマス・ウルジーを通じて教皇から婚姻無効許可を得ようとしたが、キャサリンの甥のスペイン国王兼神聖ローマ皇帝カール5世からの報復を恐れる教皇から許可を取れず失敗、1529年6月に教皇特使ロレンツォ・カンペッジョを招いて開催した離婚裁判も結論が出ず、王は10月にウルジーを見限り大法官を罷免・引退させた。問題解決の見通しが立たない王には教皇へ圧力をかけて許可を取るか、教皇と決別して教皇権を否定、自ら離婚問題に決着をつけるかの選択があったが、後者を選んだ王は11月に議会を召集、後世宗教改革議会と呼ばれる議会が1529年から始まった。
宗教改革議会は開会した1529年から既に反聖職者感情がみなぎっていた。それは聖職者が腐敗と汚職に塗れていることが周知の事実で、イングランド全体の5分の1もの富を誇る教会がローマへ送金していることも民衆の怒りを買い、そうした感情を反映した議会は立法で聖職者の権利を制限していった。王の側近で議員のトマス・クロムウェルは議会のこの雰囲気を読み取り王の離婚問題に利用、彼の尽力で議会は教皇権排除と王権の教会支配強化を目的とする法を次々と成立、ローマ教皇庁と決別してイングランド国教会が創設されるまでになった。

### イングランドの教皇庁離脱を推進
第1会期の12月に早くも聖職者が俗人の生業を兼任することを禁止する法案、任地へ行かない不在聖職者が聖職禄を受け取る行為を取り締まる法案が聖職者会議やロチェスター司教ジョン・フィッシャーの反対を押し切って庶民院で可決された。1530年に王はウルジーに教皇特使の権限を認めたという理由で、イングランド国内の聖職者全員を教皇尊信罪にかけて告発、翌1531年に告発取り消しを願い12万ポンドを支払う聖職者会議に対し、自分をイングランド教会最高の首長と認めさせることを要求して承諾させ、告発を取り消して12万ポンドも受け取った。この時の最高の首長は聖職者の世俗問題に関することのみ使う表現だったが、王の教会支配強化を示していた。
1532年1月に開かれた第3会期で、クロムウェルは教会への告発を盛り込んだ庶民院の請願「教会裁判権に反対する庶民院の嘆願書」を起草して王に提出、受け取った王は聖職者会議に請願を送った上で服従させ（聖職者の服従）、教会の立法権を事実上剥奪した。議会は司教が叙任された最初の年に年収を教皇へ上納する初収入税も初収入税上納禁止法制定で禁止したが、聖職者が議席を持ち、教皇との対立を恐れる貴族院、皇帝の怒りを買いイングランドとネーデルラントの羊毛取引が停止される事態を避けたい庶民院両院が抵抗した。王は議会に干渉して強引に法案可決、法案は仮禁止法という形を取った上で成立、施行は延期という妥協を重ねたが、以後議会はクロムウェルの手でイングランドを教皇からの独立に導く方向へ誘導され始めた。同年、ウルジーの後任の大法官トマス・モアはカトリック教徒の立場から議会の進行を憂い、聖職者が服従した頃に病気を理由に辞職した。
この間アンの妊娠が発覚、彼女との子を嫡出にするため離婚・再婚を進める必要に迫られた王は1533年1月にカンタベリー大司教トマス・クランマーの立ち合いでアンと極秘結婚した。続いて2月に開かれた第4会期でクロムウェル起草の法案が3月に提出、4月に上告禁止法として制定された。教皇庁への上告禁止と教会裁判の最高決定権が王にあると定めたこの法により、イングランドは教皇からの独立を宣言、5月にクランマー主宰の法廷で王とキャサリンの結婚無効およびアンの結婚の合法が宣言された（9月にアンはエリザベス王女（後のエリザベス1世）を出産）。これを認めない教皇から王は破門されたが、イングランドの教皇庁離脱はこの後も続く立法で加速していった。
1534年1月に開かれた第5会期では初収入税上納禁止法が正式に制定、聖職者の服従を立法した聖職者服従法、キャサリンの子メアリーを庶子としてエリザベスを王位継承者とする第一継承法も制定、11月に開かれた第6会期で王を最高の首長と明文化した国王至上法が成立、教皇庁と正式に決別してイングランド国教会が創設された。一方、王を最高の首長と認めない者を大逆罪にする反逆法も制定、ジョン・フィッシャーとトマス・モアは第一継承法への宣誓を拒否したためロンドン塔へ投獄、フィッシャーは翌1535年6月22日に処刑、モアも国王至上法について沈黙したことが反逆法に抵触、7月6日に処刑された。

### 議会の政治的地位の進展
イングランド教会を王権の支配下に置いたヘンリー8世とクロムウェルは更なる改革として、修道院解散と財産没収を目論んだ。修道院の財産を調査して教会財産査定録として纏め上げたクロムウェルは、1536年2月に第8会期が開かれた議会へ法案提出、小修道院解散法として可決した議会は4月に解散した。修道院解散は議会解散後に進んだが同年から翌1537年まで発生した反乱（恩寵の巡礼）に政府は苦戦、解散が完了するのは次の議会で大修道院解散法が可決した1539年から翌年の1540年である。
議会と協調しつつその反聖職者感情を宗教改革へと誘導したクロムウェルだが、時には反対派の活動を封じ込めるため議会に干渉したこともある。教皇庁離脱に抵抗し上告禁止法に反対する議員たちを呼び出して政治に関わらないことを約束させ、上告禁止法を成立させたこと、補欠選挙導入で政府支持の議員を増やしたこと、1536年と1539年に地方の選挙干渉を指示したことが挙げられる。
宗教改革議会にはいくつかの見方がある。クロムウェルの主導があったとはいえ、一連の立法でイングランドを独立した主権を持つ近代国家へと導く大事業を成し遂げた議会は、王が頼みとするほど政治の権威と地位を確立したという説があれば、庶民院・貴族院共に王に従順だが、時には王に反抗する場面もあり常に従順とはいえない点も挙げられている。また聖職貴族が修道院解散で数を減らし、世俗貴族も薔薇戦争で弱体化、代わって16世紀に誕生した新貴族を通じて王が貴族院を自己の陣営に引き寄せる一方、議会の会期が長引いたことで議会開会の度に選挙を行わず再召集する慣行が出来上がり、議会内の重心が貴族院から庶民院へ移動したという指摘もある。ヘンリー8世は議会を尊重して常に出席したり、議員たちと議論を重ねたり、1542年に議会に信頼を寄せる発言を残したが、彼以後の王たち（エドワード6世・メアリー1世・エリザベス1世）も議会を召集し政治に関わっていった。